# 紅海鬚蟾魚
紅海鬚蟾魚（学名：Barchatus cirrhosus），為輻鰭魚綱蟾魚目蟾魚科的其中一種，分布於西印度洋區的紅海海域，體長可達35公分，為底棲性魚類，有毒性。